# London Road (película de 2015)
London Road es una película de drama criminal de misterio musical británico de 2015 dirigida por Rufus Norris y escrita por Adam Cork y Alecky Blythe basada en su musical del Teatro Nacional del mismo nombre, que a su vez se basa en las entrevistas sobre los asesinatos de Steve Wright. La película está protagonizada por Olivia Colman, Anita Dobson y Tom Hardy .
La película fue seleccionada para mostrarse en la City to City del Festival Internacional de Cine de Toronto 2015 .

## Reparto
La película se rodó en Bexley, Londres. Varios miembros del elenco de la producción original repiten sus papeles en la película, incluidos Kate Fleetwood, Clare Burt, Claire Moore, Paul Thornley, Michael Shaeffer, Nick Holder y Hal Fowler.